# Durcet
Durcet est une commune française, située dans le département de l'Orne en région Normandie, peuplée de 289 habitants.

## Géographie

### Hydrographie
La commune est située dans le bassin Seine-Normandie. Elle est drainée par la Gine, le fossé 01 de la Trihannière et  et un autre petit cours d'eau.
La Gine, d'une longueur de 11 km, prend sa source dans la commune  et se jette  dans la Rouvre à Athis-Val de Rouvre, après avoir traversé quatre communes. 

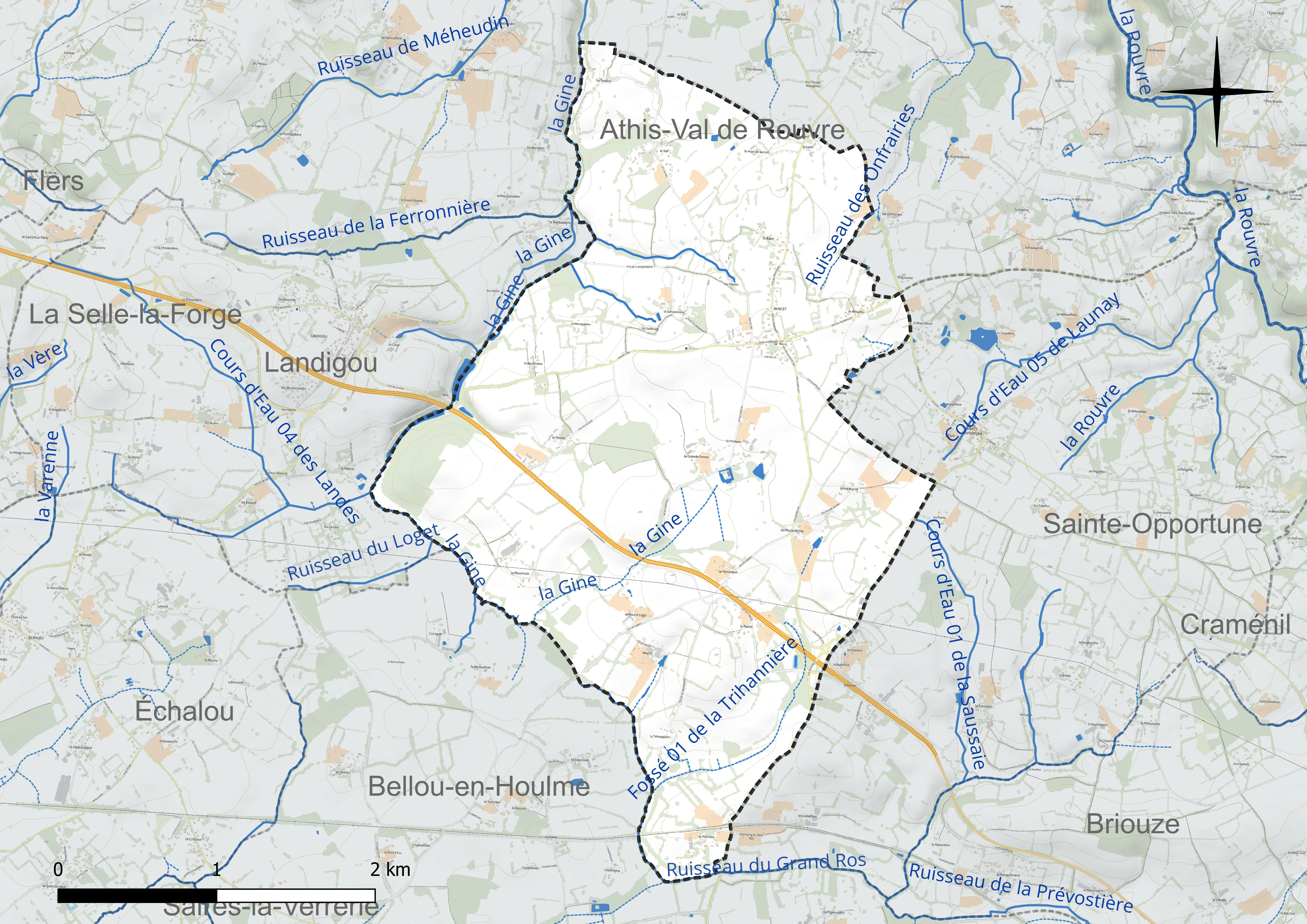
Réseau hydrographique de Durcet.

### Climat
Pour des articles plus généraux, voir Climat de la Normandie et Climat de l'Orne.
En 2010, le climat de la commune est de type climat océanique altéré, selon une étude du CNRS s'appuyant sur une série de données couvrant la période 1971-2000. En 2020, Météo-France publie une typologie des climats de la France métropolitaine dans laquelle la commune est exposée à un climat océanique et est dans la région climatique Normandie (Cotentin, Orne), caractérisée par une pluviométrie relativement élevée (850 mm/a) et un été frais (15,5 °C) et venté. Parallèlement le GIEC normand, un groupe régional d’experts sur le climat, différencie quant à lui, dans une étude de 2020, trois grands types de climats pour la région Normandie, nuancés à une échelle plus fine par les facteurs géographiques locaux. La commune est, selon ce zonage, exposée à un « climat contrasté des collines », correspondant au Bocage normand, bien arrosé, voire très arrosé sur les reliefs les plus exposés au flux d’ouest, et frais en raison de l’altitude.
Pour la période 1971-2000, la température annuelle moyenne est de 10,1 °C, avec une amplitude thermique annuelle de 13,6 °C. Le cumul annuel moyen de précipitations est de 891 mm, avec 13,2 jours de précipitations en janvier et 7,8 jours en juillet. Pour la période 1991-2020, la température moyenne annuelle observée sur la station météorologique la plus proche, située sur la commune de Briouze à 7 km à vol d'oiseau, est de 10,9 °C et le cumul annuel moyen de précipitations est de 920,5 mm,. Pour l'avenir, les paramètres climatiques de la commune estimés pour 2050 selon différents scénarios d’émission de gaz à effet de serre sont consultables sur un site dédié publié par Météo-France en novembre 2022.

## Urbanisme

### Typologie
Au 1er janvier 2024, Durcet est catégorisée commune rurale à habitat très dispersé, selon la nouvelle grille communale de densité à sept niveaux définie par l'Insee en 2022.
Elle est située hors unité urbaine. Par ailleurs la commune fait partie de l'aire d'attraction de Flers, dont elle est une commune de la couronne,. Cette aire, qui regroupe 38 communes, est catégorisée dans les aires de 50 000 à moins de 200 000 habitants,.

### Occupation des sols
L'occupation des sols de la commune, telle qu'elle ressort de la base de données européenne d’occupation biophysique des sols Corine Land Cover (CLC), est marquée par l'importance des territoires agricoles (98,1 % en 2018), une proportion identique à celle de 1990 (98,1 %). La répartition détaillée en 2018 est la suivante : 
prairies (57,6 %), terres arables (30 %), zones agricoles hétérogènes (10,5 %), forêts (1,9 %). L'évolution de l’occupation des sols de la commune et de ses infrastructures peut être observée sur les différentes représentations cartographiques du territoire : la carte de Cassini (XVIIIe siècle), la carte d'état-major (1820-1866) et les cartes ou photos aériennes de l'IGN pour la période actuelle (1950 à aujourd'hui).

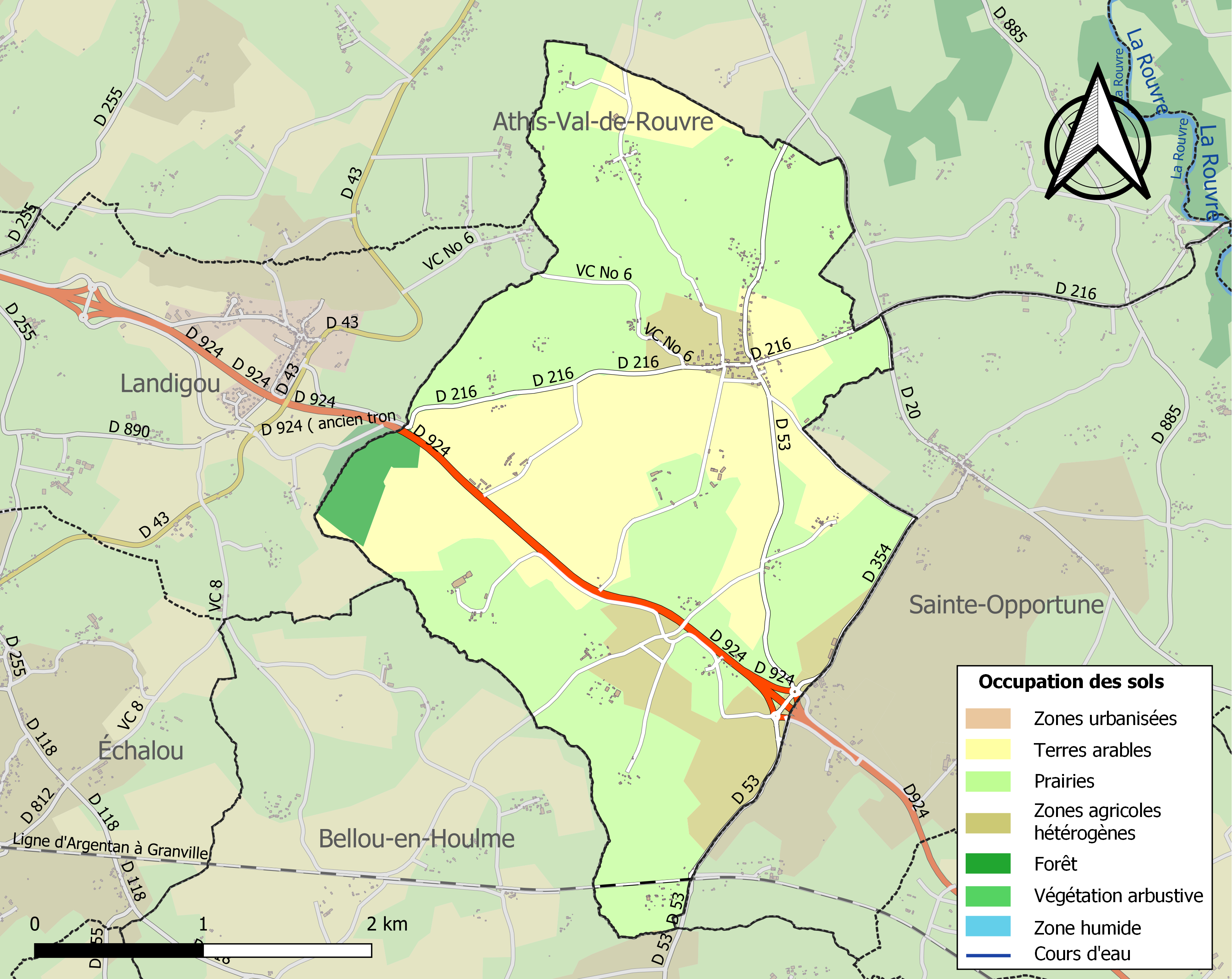
Carte des infrastructures et de l'occupation des sols de la commune en 2018 (CLC).

## Toponymie
Le nom de la localité est attesté sous la forme Durchet au début du XIIe siècle.
Dorcet repose sans doute, sur le gaulois duron (« forteresse »).
On peut, aussi, songer à une combinaison des deux appellatifs gaulois Duro (« forum, marché ») et Ceton (« bois, forêt »). La région est encore boisée. Suivant que l'on adopte l'un des deux types de construction possibles, on a donc pour Durcet le sens de « Marché de la forêt » (construction celtique habituelle) ou de « Forêt du marché » (construction du type déterminant + déterminé, habituel en germanique, plus rare en celtique).

## Politique et administration
| Période                                  | Période    | Identité       | Étiquette | Qualité              |
| ---------------------------------------- | ---------- | -------------- | --------- | -------------------- |
| avant 1925                               | vers 1928  | Camille Guibé  |           |                      |
| vers 1928                                | après 1929 | Clair Delaunay |           |                      |
| 1997                                     | mars 2008  | Pierre Sauques | SE        | Agriculteur          |
| mars 2008                                | En cours   | Gérard Pierre  | SE        | Retraité de La Poste |
| Les données manquantes sont à compléter. |            |                |           |                      |

## Démographie
L'évolution du nombre d'habitants est connue à travers les recensements de la population effectués dans la commune depuis 1793. Pour les communes de moins de 10 000 habitants, une enquête de recensement portant sur toute la population est réalisée tous les cinq ans, les populations de référence des années intermédiaires étant quant à elles estimées par interpolation ou extrapolation. Pour la commune, le premier recensement exhaustif entrant dans le cadre du nouveau dispositif a été réalisé en 2005.
En 2022, la commune comptait 289 habitants, en évolution de −4,93 % par rapport à 2016 (Orne : −3,21 %, France hors Mayotte : +2,11 %).
| 1793 | 1800 | 1806 | 1821 | 1831 | 1836 | 1841 | 1846 | 1851 |
| ---- | ---- | ---- | ---- | ---- | ---- | ---- | ---- | ---- |
| 800  | 693  | 790  | 790  | 619  | 655  | 667  | 675  | 684  |

| 1856 | 1861 | 1866 | 1872 | 1876 | 1881 | 1886 | 1891 | 1896 |
| ---- | ---- | ---- | ---- | ---- | ---- | ---- | ---- | ---- |
| 674  | 664  | 640  | 593  | 588  | 551  | 515  | 503  | 467  |

| 1901 | 1906 | 1911 | 1921 | 1926 | 1931 | 1936 | 1946 | 1954 |
| ---- | ---- | ---- | ---- | ---- | ---- | ---- | ---- | ---- |
| 430  | 415  | 384  | 301  | 298  | 289  | 278  | 273  | 248  |

| 1962 | 1968 | 1975 | 1982 | 1990 | 1999 | 2005 | 2006 | 2010 |
| ---- | ---- | ---- | ---- | ---- | ---- | ---- | ---- | ---- |
| 266  | 262  | 214  | 191  | 227  | 198  | 233  | 236  | 261  |

| 2015 | 2020 | 2022 | - | - | - | - | - | - |
| ---- | ---- | ---- | - | - | - | - | - | - |
| 300  | 292  | 289  | - | - | - | - | - | - |

## Lieux et monuments
Le château de Durcet est entouré de ses douves. Cette demeure est privée et ne se visite pas. les illustrations  des cartes postales des années 1900 montrent qu'il n'a pas changé depuis mais l'existence du château est attestée depuis le Moyen Âge et son aspect a connu bien des transformations. C'est aujourd'hui un édifice de briques rouges, surmonté de toitures à clochetons. Il est entouré d'une pièce d'eau, d'un parc abritant des tilleuls, cèdres et platanes séculaires et de coquettes dépendances.

## Activité et manifestations
- Saint-Côme et fête de l'Oie, chaque année fin septembre.
- Printemps des poètes. Cette commune obtient la labellisation Village en Poésie en 2012.

## Personnalités liées à la commune
Le poète Jean-Claude Touzeil a fondé à Durcet, un festival appelé Printemps de Durcet qui est parvenu à sa trente-troisième édition en 2017. Ce festival associe étroitement la poésie — notamment à travers un salon du livre qui réunit de nombreux auteurs et éditeurs — et la chanson. Les plus grands noms de la chanson d'expression française ont participé à ces festivals qui ont donné lieu à divers recueils et CD.